# Алашайка
Алаша́йка (рос. Алашайка, марій. Алашайка) — присілок у складі Параньгинського району Марій Ел, Росія. Адміністративний центр Алашайського сільського поселення.

## Населення
Населення — 904 особи (2010; 986 у 2002).
Національний склад (станом на 2002 рік):
- татари — 99 %